# Gisela Boeckh von Tzschoppe

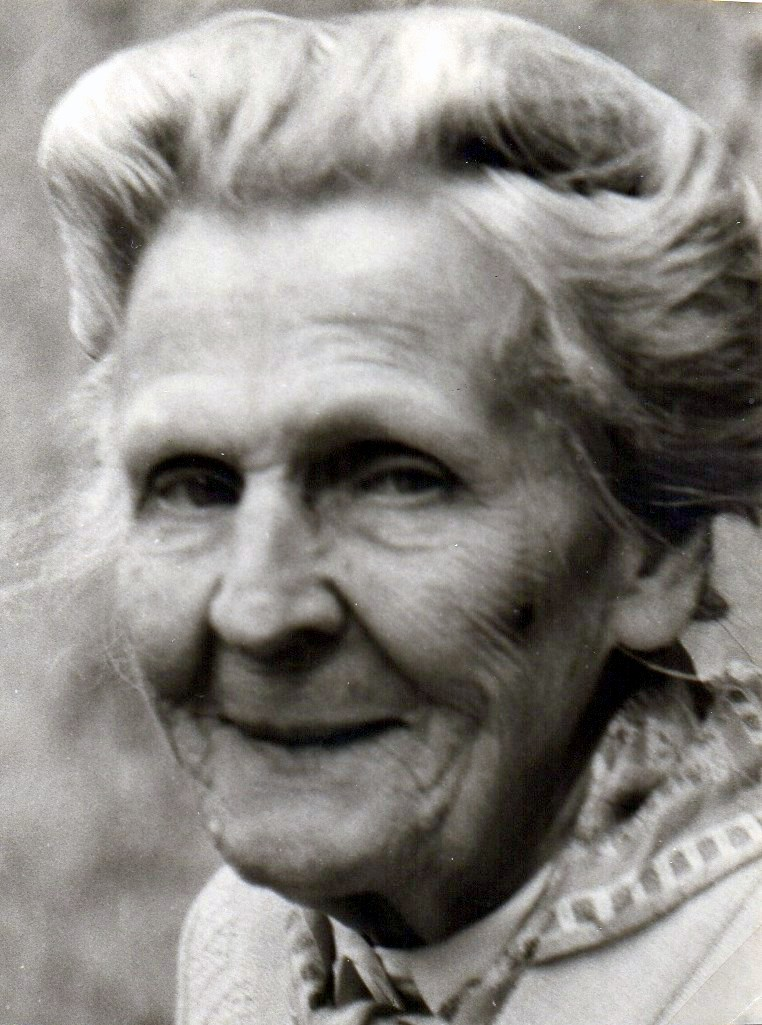
Gisela Boeckh von Tzschoppe 1977

Marie Wilhelmine Ida Helene Gisela Boeckh, geborene von Tzschoppe (* 13. Juni 1887 in Oldenstadt; † 9. Januar 1981 in Berlin-Zehlendorf) war eine deutsche Bildhauerin.

## Leben
Gisela Boeckh von Tzschoppe wurde als Tochter des Landrates Walter von Tzschoppe und seiner Frau Adelheid, geborene von Steuben, in Oldenstadt bei Uelzen geboren. Ihre Jugendjahre verbrachte sie in Magdeburg, Potsdam und Berlin. Nach ersten künstlerischen Versuchen gelang ihr, als sie etwa 25 Jahre alt war, ein Männerporträt, das nach Amerika verkauft wurde. Daraufhin ging sie in die Bildhauerlehre bei Arthur Lewin-Funcke, August Kraus und Wilhelm Otto.
Am 7. August 1919 heiratete sie im Standesamt Berlin-Charlottenburg den Reichswirtschaftsgerichtsrat Siegfried Erwin Walther Boeckh (1870–1933), Enkel von August Boeckh. Aus der Ehe gingen vier Söhne hervor.
Gisela Boeckh starb am 9. Januar 1981 um 10 Uhr Uhr im Krankenhaus Hubertus in Berlin-Zehlendorf im Alter von 93 Jahren. Sie wohnte zuletzt in der Prinz-Friedrich-Leopold-Straße 31 in Berlin 38.
Gisela Boeckh von Tzschoppe ist auf dem Luisenfriedhof II in der Königin-Elisabeth-Straße in Berlin-Charlottenburg im Familiengrab der Familie Boeckh beigesetzt.

## Werke

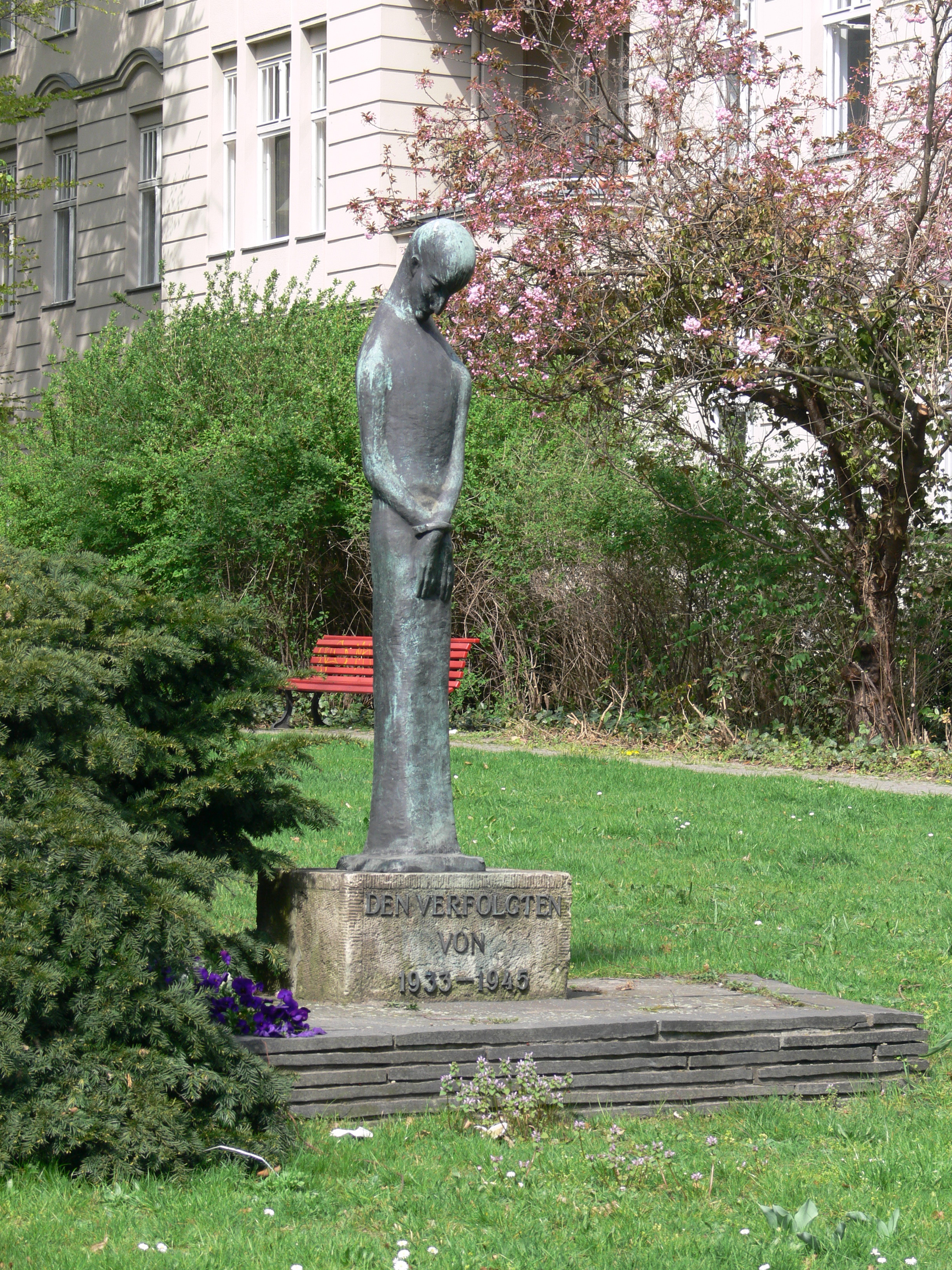
Berlin-Steglitz vor Matthäuskirche Der Gefesselte

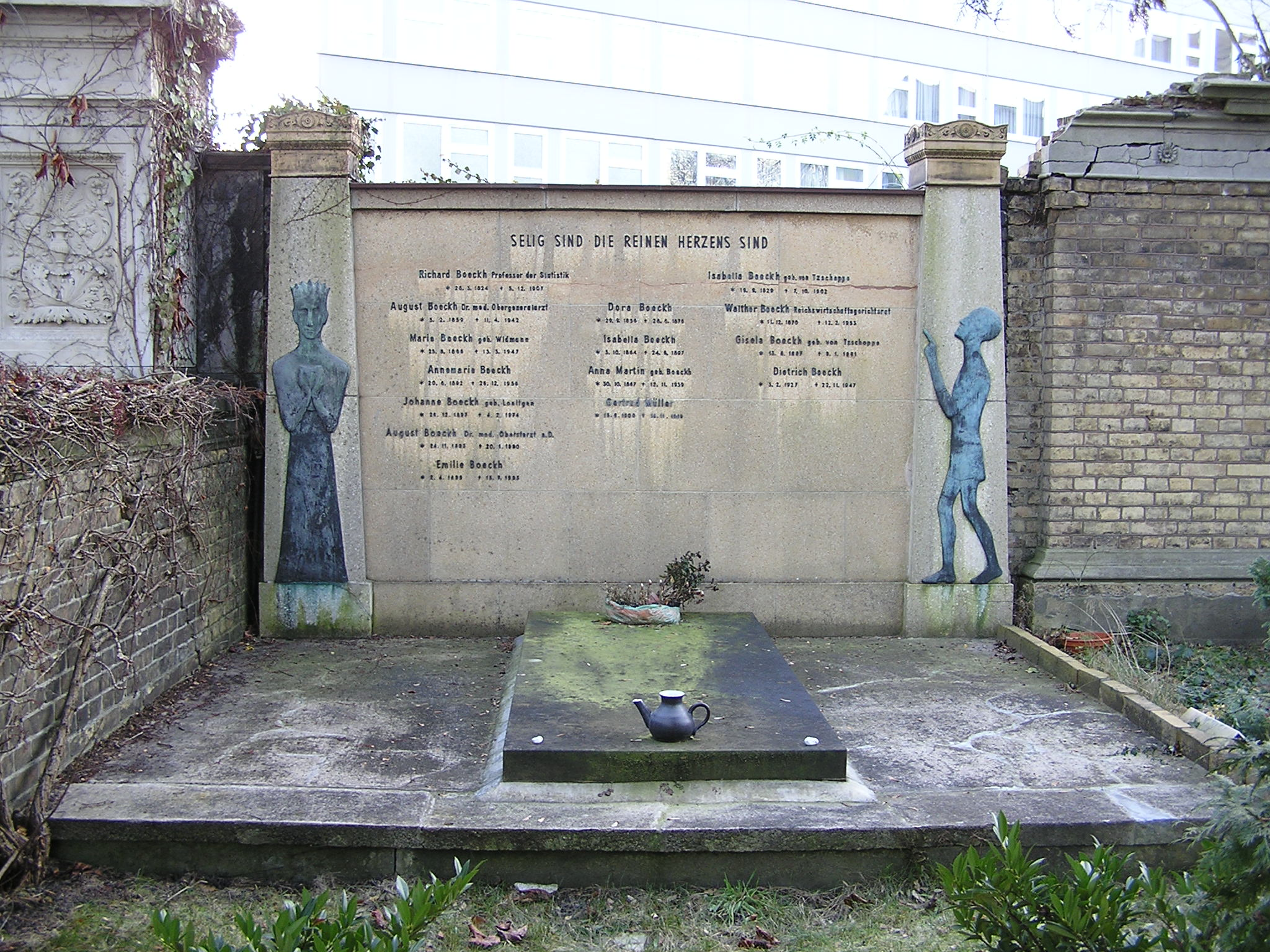
Luisenfriedhof-II Grab-Boeckh, Bronzereliefs von Gisela Boeckh von Tzschoppe, um 1970

Boeckh von Tzschoppes bildhauerisches Schaffen erstreckte sich vom Beginn der 20er bis in die frühen 70er Jahre. Die meisten ihrer Werke entstanden in der Zeit nach dem Zweiten Weltkrieg.
In den zwanziger und dreißiger Jahren schuf Gisela Boeckh von Tzschoppe in erster Linie Portraitköpfe, Reliefs und Statuetten. Einige lebensgroße Plastiken sind wie die meisten anderen Werke dieser Zeit durch Kriegseinwirkungen zerstört worden und verloren gegangen. Aus den ersten Jahren ihres Schaffens stammt die Statuette „Mutter und Kind“ (1924).
Von der Portraitbüste des Physikers Max Planck den Boeckh von Tzschoppe 1947 modellierte, steht in den Instituten der Max-Planck-Gesellschaft jeweils ein Bronzeabguss.
Von der Zeit des Zweiten Weltkriegs an hat auch das politische Geschehen ihre Motivwahl bestimmt. Immer wieder ist es der preisgegebene und geschlagene, aber auch Geborgenheit und Frieden suchende und findende Mensch, der im Mittelpunkt ihres Werkes steht. So hat sie sich in der zweiten Hälfte ihres Schaffens vor allem religiösen und biblischen Themen zugewendet und darin ihren eigenen Stil entwickelt.
Im Alter von 72 Jahren (1960) schuf Boeckh von Tzschoppe das Mahnmal für die Verfolgten des Naziregimes auf dem Platz vor der Matthäuskirche in Berlin-Steglitz, das den Titel „Der Gefesselte – Den Verfolgten von 1933 bis 1945“ trägt. In den folgenden Jahren wurde das Mahnmal wiederholt umgestürzt, einmal auch gestohlen und im Neuen See im Großen Tiergarten versenkt, wo ein Spaziergänger es zufällig wiederentdeckte. Für das Erbbegräbnis der Familie Boeckh schuf sie um 1970 zwei Bronzereliefs.
Gisela Boeckh von Tzschoppe arbeitete meist in Ton. Manche ihrer Plastiken und Reliefs haben in gebranntem Ton ihre endgültige Form gefunden, die meisten sind als Bronzeguss oder in Gips erhalten.
Vom Jahre 1920 an sind Werke der Künstlerin auf Berliner Kunstausstellungen gezeigt worden: 1923, 1924: Große Berliner Kunstausstellung in der Abteilung des Vereins Berliner Künstler; im Kaiser-Friedrich-Museum in Posen 1944, ab 1946 fast jährlich auf der juryfreien Kunstausstellung in Berlin-Zehlendorf, im Schloss Charlottenburg, in den Messehallen.
2018/2019 waren einige ihrer Skulpturen Teil der Wanderausstellung „Bildhauerinnen. Von Kollwitz bis Genzken“ über Bildhauerinnen des frühen 19. Jahrhunderts in der Kunsthalle Vogelmann, Heilbronn, sowie dem Gerhard-Marcks-Haus und den Museen Böttcherstraße, Bremen.